# Keith Gillespie
Keith Robert Gillespie [uitspraak: ɡɪ'lɛspi; 'gi-lespie'] (Larne, 18 februari 1975) is een Noord-Iers voormalig voetballer die bij voorkeur als flankaanvaller speelde. Gillespie werd bekend als vleugelaanvaller van Newcastle United, tussen 1995 en 1998.
Gillespie is een 86-voudig Noord-Iers international en scoorde tweemaal, tussen 1994 en 2008.

## Clubcarrière

### Manchester United
Gillespie was een jeugdproduct van Manchester United, waarmee hij als lid van de enorm getalenteerde "Class of 1992" dat jaar de FA Youth Cup won. Gillespie speelde bij de jeugd samen met Ryan Giggs, Paul Scholes, David Beckham, Gary Neville en Robbie Savage. Zij zouden allen een plekje opeisen in het eerste elftal van de Mancunians, maar Gillespie en Savage wisten uiteindelijk nooit door te breken. Gillespie scoorde meteen bij zijn officiële debuut voor Manchester United, in de FA Cup tegen Bury op 5 januari 1993. Nadat hij door Sir Alex Ferguson voor de leeuwen werd gegooid in de FA Cup, maakte Gillespie echter niet meteen zijn debuut in de Premier League. Hij mocht pas een seizoen later frequenter aantreden, voornamelijk als vervanger van de vaste waarde Andrej Kantsjelskis of wanneer er (zwaar) moest geroteerd worden. Gillespie speelde hierdoor slechts negen competitieduels tussen 1993 en 1995, maar hij mocht daarentegen vaker starten in de bekercompetities. Een verhuur aan tweedeklasser Wigan Athletic in zijn eerste seizoen was erg succesvol, met vier doelpunten uit acht competitiewedstrijden. Ondanks een niet onbelangrijke rol onder Ferguson (in competitieverband werd hij meestal gepasseerd, maar nooit spelen was nooit het geval), verhuisde Gillespie naar Newcastle United.

### Newcastle United
In de zomer van 1995 betaalde Newcastle United £ 1 miljoen aan Manchester United. De overgang bleek een juiste keuze voor Gillespie, want hij groeide bij The Magpies op een zeer korte termijn uit tot een steunpilaar op het middenveld. Newcastle werd even een topclub en beschikte over spelers als Les Ferdinand en Alan Shearer, maar ook over de Belgische verdediger Philippe Albert en anderen zoals David Ginola, aanvoerder Peter Beardsley, David Batty en Steve Watson. Onder leiding van manager Kevin Keegan greep hij naast de landstitel in het 1995/1996 en 1996/1997. Manchester United won voor de derde en vierde keer de Premier League. In de groepsfase van de UEFA Champions League 1997/98 gaf hij twee assists voor de hattrick van de Colombiaan Tino Asprilla tegen FC Barcelona (3–2 winst). Newcastle, dat naast Barcelona zijn groep deelde met PSV (dat met Dynamo Kiev doorstootte), was meteen uitgeschakeld na de groepsfase.
Na het vertrek van Keegan nam eerst Kenny Dalglish en daarna Ruud Gullit het roer over en bereikte de club onder leiding van die laatste de finale van de FA Cup van 1999, weliswaar zonder een in de winter van 1998/1999 naar Blackburn Rovers vertrokken Gillespie, die 113 keer in actie kwam voor Newcastle in de Premier League en elfmaal scoorde. Zijn laatste wedstrijd voor Newcastle speelde hij op 6 december 1998 tegen Middlesbrough, een 2-2 gelijkspel. Gillespie zou Newcastle verlaten, maar faalde voor zijn medische tests bij Middlesbrough. Boro had een contract van vijf jaar klaargelegd voor Gillespie. Een kwaal aan de enkel zou aan het licht zijn gekomen.

### Blackburn Rovers en Leicester City
Gillespie bracht na zijn succesvolle periode bij Newcastle vijf seizoenen door op Ewood Park bij Blackburn Rovers, de kampioen van de Premier League in het seizoen 1994/1995 die getraind werd door Brian Kidd. Hij speelde vanaf de winter van 1998/1999 voor Blackburn en werd ook hier een belangrijke speler. Hij speelde 138 officiële wedstrijden voor Blackburn Rovers, een opgeteld totaal van alle competities. Hij vond ook zes keer de weg naar doel. Op de flank was hij de opvolger van kampioenenmakers Stuart Ripley en Jason Wilcox. Gillespie won de League Cup met Blackburn Rovers in 2002. In 2003 verhuisde Gillespie transfervrij naar Leicester City, waar hij met Gerry Taggart een landgenoot aantrof en waarmee hij na afloop van het seizoen 2003/2004 degradeerde uit de Premier League. Hij speelde 48 officiële wedstrijden en scoorde twee keer in het shirt van Leicester. In augustus 2005 was de ambitieuze tweedeklasser Sheffield United zijn volgende bestemming.

### Sheffield United
Zijn vierjarige passage bij Sheffield United, waarmee hij in mei 2006 promotie afdwong naar de Premier League, was het laatste succes uit zijn carrière. Een 25 meter ver vluchtschot van Gillespie tegen Charlton Athletic in de 88ste minuut werd genomineerd voor "Premier League Goal of the Month" in december 2006. Een doelpunt van Manchester United-middenvelder Paul Scholes werd uiteindelijk verkozen. In een uitwedstrijd tegen Reading trakteerde hij Stephen Hunt op een elleboogstoot, de man die eerder de Engelse voetballerij over zich heen kreeg door de schedelfractuur van doelman Petr Čech (Chelsea). Gillespie werd uitgesloten en Sheffield verloor met 3–1.
Sheffield United zakte al na één seizoen terug naar het Championship en sterkhouder Phil Jagielka verruilde de club voor Everton, maar Gillespie bleef de club trouw.
In de jaren die volgden op de degradatie uit de Premier League handhaafde Gillespie zich met Sheffield United in de tweede klasse.
Gillespie raakte geblesseerd in de voorbereiding op het seizoen 2008/2009 en verloor daardoor zijn plaats in het elftal.
Na dat rampzalige seizoen besloot de club zijn contract te ontbinden.

### Latere carrière
Charlton Athletic huurde hem enkele maanden van Sheffield United vanaf november 2008, waar hij tot zes competitiewedstrijden kwam zonder te scoren.
Na zijn vertrek bij Sheffield United was hij enkele maanden actief bij Bradford City.
Gillespie besloot op een lager niveau te gaan spelen bij clubs als Glentoran uit Noord-Ierland, Darlington en Longford Town.
Gillespie beëindigde zijn carrière bij de Ierse club Longford Town op 37-jarige leeftijd.

## Persoonlijk leven
Gillespie zou tijdens zijn voetbalcarrière een totale geldsom van £ 7.215.875 hebben vergokt.